# Savage Amusement
Albums de Scorpions
World Wide Live
(1985) Crazy World
(1990)
Singles
1. Rhythm of Love
Sortie : 16 mai 1988
2. Believe in Love
Sortie : 15 août 1988
3. Passion Rules the Game
Sortie : 20 février 1989

Savage Amusement est le dixième album studio du groupe de hard rock allemand Scorpions. Il est sorti le 16 avril 1988 sur le label EMI/Harvest Records en Europe et Mercury Records en Amérique du Nord et a été produit par Dieter Dierks.

## Historique
Le groupe entra en studio en 1986 pour enregistrer son nouvel album. Comme à son habitude c'est dans les Dierks Studios à Stommeln près de Cologne qu'il sera enregistré avec quelques enregistrements additionnels effectués dans les Scorpio Sound Studios, Hanovre. Le producteur, Dieter Dierks, grand admirateur du producteur Robert John "Mutt" Lange, proposa au groupe une nouvelle façon d'enregistrer et reçu l'aval de ce dernier. Néanmoins, la lenteur de l'enregistrement et le travail minutieux demandé par Dierks créèrent quelques tensions entre les musiciens et le producteur, ce qui amènera Klaus Meine à dire que cet album était certainement celui de trop entre le producteur et le groupe. L'album suivant sera effectivement produit par Keith Olsen et enregistré ailleurs que dans les Dierks Studios.
Cet album a en effet un son plus « polissé » que les autres disques du groupe, un son pour le marché américain, plus pop-rock. On notera la participation de la chanteuse de rock canadienne Lee Aaron sur les chœurs du single Rhythm of Love et celle de Peter Baltes, bassiste du groupe de heavy metal allemand Accept qui fait les chœurs sur le titre Every Minute Every Day.
C'est l'album du groupe qui se classera le plus haut dans les charts aux États-Unis (#5) mais paradoxalement ne sera pas leur plus gros succès en matière de ventes dans ce pays bien qu'il y atteigne tout de même le statut de disque de platine pour s'être vendu à plus d'un million de copies. En France, il se classa à la 16e place des meilleures vente de disque et sera récompensé par un disque d'or pour plus de 100 000 exemplaires vendus.
la tournée mondiale de promotion commencera par la Russie avec dix concerts donnés au complexe sportif et scénique V.I. Lénine de Leningrad avant de visiter l'Amérique du Nord, l'Europe et finir en apothéose lors du Moscow Music Peace Festival le 13 août 1989.
En 2015, cet album ressortira sous une édition Deluxe pour marquer le cinquantième anniversaire de la création du groupe. Il sera agrémenté de six titres inédits, principalement sous leur forme de démos plus un DVD contenant un documentaire sur la première tournée du groupe en Union soviétique, les clip vidéos des trois singles et le making-of de l'album.

## Liste des titres
| No | Titre                            | Paroles         | Musique  | Durée |
| -- | -------------------------------- | --------------- | -------- | ----- |
| 1. | Don't Stop at the Top            | Meine, Rarebell | Schenker | 4:03  |
| 2. | Rhythm of Love                   | Meine, Rarebell | Schenker | 3:47  |
| 3. | Passion Rules the Game           | Meine           | Rarebell | 3:58  |
| 4. | Media Overkill                   | Meine           | Schenker | 3:32  |
| 5. | Walking On the Edge              | Meine           | Schenker | 5:05  |
| 6. | We Let It Rock...You Let It Roll | Meine           | Schenker | 3:38  |
| 7. | Every Minute, Every Day          | Meine           | Schenker | 4:21  |
| 8. | Love On the Run                  | Meine, Rarebell | Schenker | 3:35  |
| 9. | Believe In Love                  | Meine           | Schenker | 5:20  |

Titres bonus 2015 (50th Anniversary Deluxe Edition)
| No  | Titre                           | Paroles        | Musique       | Durée |
| --- | ------------------------------- | -------------- | ------------- | ----- |
| 10. | Taste of Love (Démo song)       | Rarebell       | Schenker      | 4:35  |
| 11. | Edge of Time (Démo version)     | Meine          | Schenker      | 3:40  |
| 12. | Fast and Furious (Démo)         | Instrumental   | Matthias Jabs | 3:08  |
| 13. | Dancing in the Moonlight        | Meine          | Jabs          | 3:07  |
| 14. | Living for Tomorrow (Démo song) | Meine          | Schenker      | 3:37  |
| 15. | I Can't Explain                 | Pete Townshend | Townshend     | 3:20  |

- Dancing in the Moonlight est la démo du titre Dancing with the Moonlight qui fera son apparition sur l'album live MTV Unplugged : Live In Athens, sorti en novembre 2013.

## Musiciens
Scorpions
- Klaus Meine: chant, chœurs
- Rudolf Schenker: guitare rythmique, solo, slide & acoustique , chœurs
- Matthias Jabs: guitare solo, rythmique & acoustique, voice box, chœurs (6)
- Francis Buchholz: guitare basse, chœurs (6)
- Herman Rarebell: batterie, chœurs (6)

Musiciens additionnels
- Lee Aaron: chœurs (2)
- Peter Baltes: chœurs (7)

## Charts et certifications

### Album
| Pays         | Durée du classement | Meilleur classement | Date             |
| ------------ | ------------------- | ------------------- | ---------------- |
| Allemagne    | 30 semaines         | 4e                  | 16 mai 1988      |
| Autriche     | 8 semaines          | 18e                 | 15 juin 1988     |
| Belgique (W) | 1 semaine           | 117e                | 14 novembre 2015 |
| Canada       | 10 semaines         | 25e                 | 16 juillet 1988  |
| États-Unis   | 43 semaines         | 5e                  | 4 juin 1988      |
| France       | 8 semaines          | 16e                 | 23 mai 1988      |
| Italie       | -                   | 17e                 | 1988             |
| Norvège      | 7 semaines          | 5e                  | 30 mai 1988      |
| Pays-Bas     | 5 semaines          | 24e                 | 28 mai 1988      |
| Royaume-Uni  | 6 semaines          | 18e                 | 14 mai 1988      |
| Suède        | 7 semaines          | 2e                  | 11 mai 1988      |
| Suisse       | 14 semaines         | 5e                  | 15 mai 1988      |

Certifications
| Pays       | Certification | Ventes      | Date         |
| ---------- | ------------- | ----------- | ------------ |
| Allemagne  | Or            | 250 000 +   | 1988         |
| Canada     | Platine       | 100 000 +   | 23 juin 1988 |
| États-Unis | Platine       | 1 000 000 + | 20 juin 1988 |
| Finlande   | Or            | 35 000 +    | 1988         |
| France     | Or            | 100 000 +   | 1988         |
| Suisse     | Or            | 25 000 +    | 1989         |

### Singles
| Single                 | Chart                  | Durée du classement | Position | Date            |
| ---------------------- | ---------------------- | ------------------- | -------- | --------------- |
| Rhythm of Love         | Hot 100                | 6 semaines          | 75e      | 25 juin 1988    |
| Rhythm of Love         | Mainstream Rock Tracks | 12 semaines         | 6e       | 4 juin 1988     |
| Rhythm of Love         | UK Singles Chart       | 2 semaines          | 59e      | 4 juin 1988     |
| Believe In Love        | Mainstream Rock Tracks | 12 semaines         | 12e      | 20 août 1988    |
| Believe In Love        | Single Top 100         | 2 semaines          | 85e      | 12 juin 1988    |
| Passion Rules the Game | UK Singles Chart       | 2 semaines          | 74e      | 18 février 1989 |